# 80652 Albertoangela
80652 Albertoangela è un asteroide della fascia principale. Scoperto nel 2000, presenta un'orbita caratterizzata da un semiasse maggiore pari a 2,2799112 UA e da un'eccentricità di 0,0751816, inclinata di 2,21020° rispetto all'eclittica.
L'asteroide è dedicato al giornalista e divulgatore scientifico italiano Alberto Angela.